# Chemiesammlung
Eine Chemiesammlung ist eine Sammlung von Chemikalien, Geräten und sonstigen Materialien (Modelle, Schautafeln, Software …), die im öffentlichen oder privaten Schulwesen die Durchführung des Chemieunterrichts unterstützt.

## Eigenschaften
Da es sich bei den in einer Chemiesammlung enthaltenen Chemikalien zum Teil um Gefahrstoffe handelt, ist für die Leitung einer solchen Sammlung fachliche Kompetenz notwendig, die z. B. durch einen entsprechenden Lehramtsabschluss (1. und 2. Staatsexamen in einem naturwissenschaftlichen Unterrichtsfach) oder gleichwertigen Studienabschluss gewährleistet werden kann. Formal verantwortlich für die Chemiesammlung ist die Schulleitung. Durch örtlich geltende Schulgesetze und Verordnungen wird geregelt, dass der Schulleiterin oder der Schulleiter die Verantwortung für die Chemiesammlung auf eine Lehrerin oder einen Lehrer übertragen kann, sofern die Sachkunde besteht, die Sammlungsleitung zu übernehmen. Zu den Aufgaben der Sammlungsleitung gehört es, die Richtlinie zur Sicherheit im Unterricht (RiSU) zu beachten sowie ein Gefahrstoffverzeichnis gemäß TRGS 400, Abschnitt 5.8, zu führen. Hierbei können kostenpflichtige (z. B. D-GISS) oder kostenfreie (z. B. risc-online, DeGINTU) Chemikalienverwaltungsprogramme Anwendung finden. Praktische Hilfen zur Leitung einer Chemiesammlung gibt es bei der Deutschen Gesetzlichen Unfallversicherung (DGUV), sowie bei den Lehrerfortbildungszentren Chemie der GDCh.